# Desulfotomaculum acetoxidans
Desulfotomaculum acetoxidans è una specie di batterio appartenente alla famiglia delle Peptococcaceae.